# Correntes
Correntes là một đô thị thuộc bang Pernambuco, Brasil. Đô thị này có diện tích 285,29 km², dân số năm 2007 là 16222 người, mật độ 56,86 người/km².